# Dassel
Dassel es una pequeña ciudad alemana del estado federado de Baja Sajonia. 

## Geografía

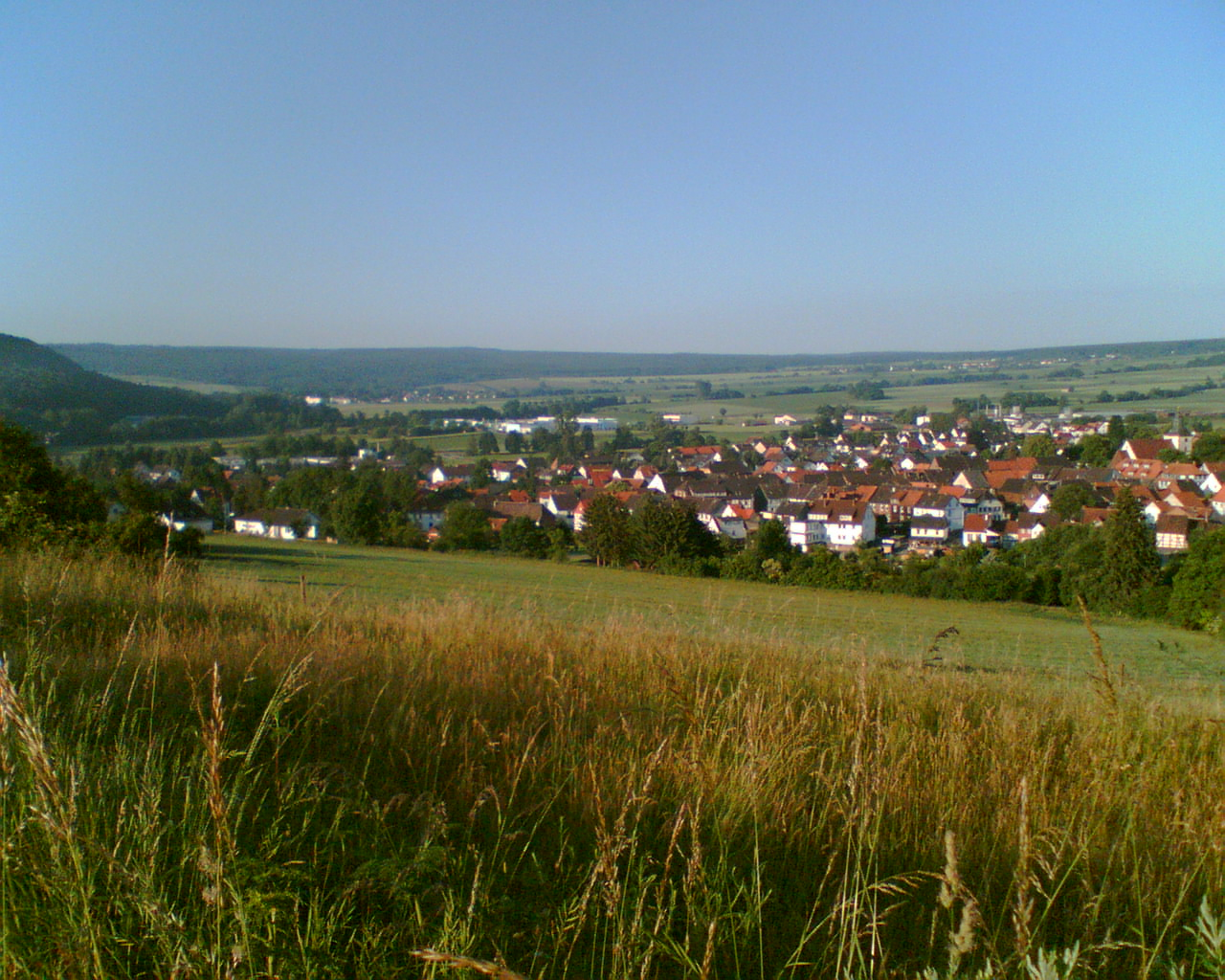
Dassel a la cercanía

Se ubica a los pies de la sierra del Solling. El río Ilme cruza la ciudad de sudoeste a este. Los núcleos urbanos más importantes cercanos a Dassel son Hildesheim (a unos 35 km al noreste) y Gotinga (a unos 30 km al sudeste).

## Historia
Dassel fue fundada en Alta Edad Media. En 1447 se construyó iglesia, dedicada Lorenzo. 1727 se fundar una martinete (hoy museo). En 1847 se construyó una iglesia católica, dedicada a Arcángel Miguel. La ciudad consta de 17 barrios.

## Personajes célebres nacidos en Dassel
- Reinaldo de Dassel
- Jordán de Sajonia